# Мчедлианткари
Мчедлианткари (груз. მჭედლიანთკარი) — село в Грузии, в муниципалитете Душети края Мцхета-Мтианети. 

## География
Село расположено в центральной части края, в 3 километрах по прямой к северо-востоку от центра муниципалитета Душети. Высота центра — 1000 метров над уровнем моря.

## Население
По данным переписи населения 2014 года, в селе проживало 2 человека.
| Год  | Население | Мужчины | Женщины |
| ---- | --------- | ------- | ------- |
| 2002 | 10        | 5       | 5       |
| 2014 | 2         | 1       | 1       |